# Olga Wiediaszewa
Olga Wiktorowna Wiediaszewa z d. Kuradczenko (ros. Ольга Викторовна Ведяшева z d. Курадченко; ur. 21 października 1971 w Czusowoju) – rosyjska narciarka alpejska reprezentująca ZSRR i Kazachstan, dwukrotna medalistka mistrzostw świata juniorów.

## Kariera
Największe sukcesy w karierze osiągnęła w 1987 roku, kiedy zdobyła dwa medale podczas mistrzostw świata w juniorów w Sälen/Hemsedal. Najpierw wywalczyła brązowy medal w gigancie, przegrywając tylko z Włoszką Deborą Compagnoni i Austriaczką Petrą Kronberger. Następnie była czwarta w zjeździe, przegrywając walkę o podium z Compagnoni o 0,24 sekundy. Była ponadto druga w kombinacji, rozdzielając na podium Austriaczkę Sabine Ginther i Carolę Spatschil z RFN. Startowała także na rozgrywanych rok wcześniej mistrzostw świata w juniorów w Bad Kleinkirchheim, gdzie jej najlepszym wynikiem było siódme miejsce w gigancie.
W zawodach Pucharu Świata zadebiutowała w drugiej połowie lat 80'. Pierwsze punkty wywalczyła 5 grudnia 1987 roku w Val d’Isère, gdzie była dziesiąta w zjeździe. Nigdy nie stanęła na podium zawodów tego cyklu. Najlepsze wyniki osiągała w sezonie 1989/1990, kiedy to zajęła 67. miejsce w klasyfikacji generalnej. W 1994 roku wystąpiła na igrzyskach olimpijskich w Lillehammer, zajmując 24. miejsce w zjeździe, 37. miejsce w supergigancie oraz dziewiętnaste w kombinacji.

## Osiągnięcia

### Igrzyska olimpijskie
| Miejsce | Dzień     | Rok  | Miejscowość | Konkurencja | Czas biegu  | Strata   | Zwyciężczyni            |
| ------- | --------- | ---- | ----------- | ----------- | ----------- | -------- | ----------------------- |
| 24.     | 19 lutego | 1994 | Lillehammer | Zjazd       | 1:35,93 min | +2,65 s  | Katja Seizinger         |
| 19.     | 21 lutego | 1994 | Lillehammer | Kombinacja  | 3:05,16 min | +15,71 s | Pernilla Wiberg         |
| 37.     | 15 lutego | 1994 | Lillehammer | Supergigant | 1:22,15 min | +4,51 s  | Diann Roffe-Steinrotter |

### Mistrzostwa świata juniorów
| Miejsce | Dzień     | Rok  | Miejscowość        | Konkurencja | Czas biegu  | Strata  | Zwyciężczyni       |
| ------- | --------- | ---- | ------------------ | ----------- | ----------- | ------- | ------------------ |
| 7.      | 20 lutego | 1986 | Bad Kleinkirchheim | Zjazd       | 1:40,93 min | +1,77 s | Hilary Lindh       |
| 32.     | 21 lutego | 1986 | Bad Kleinkirchheim | Gigant      | 2:06,61 min | +9,81 s | Lucia Medzihradská |
| 19.     | 22 lutego | 1986 | Bad Kleinkirchheim | Slalom      | 1:31,92 min | +3,38 s | Christa Hartmann   |
| 3.      | 20 marca  | 1987 | Sälen              | Gigant      | 2:22,07 min | +1,20 s | Deborah Compagnoni |
| 15.     | 21 marca  | 1987 | Sälen              | Slalom      | 1:39,41 min | +6,65 s | Ingrid Stöckl      |
| 4.      | 26 marca  | 1987 | Hemsedal           | Zjazd       | 1:29,50 min | +0,59 s | Marika Daxer       |
| 2.      | 26 marca  | 1987 | Hemsedal           | Kombinacja  | ?           | -       | Sabine Ginther     |

### Puchar Świata

#### Miejsca w klasyfikacji generalnej
- sezon 1987/1988: 77.
- sezon 1989/1990: 67.
- sezon 1993/1994: 121.

#### Miejsca na podium
Kuradczenko nigdy nie stanęła na podium zawodów PŚ.